# Crawley Town Football Club
Crawley Town Football Club es un equipo de fútbol establecido en Crawley, Sussex Occidental, Inglaterra. 
En abril del 2011 ganó el título de la Conferencia Nacional de Fútbol, consiguiendo, a falta de cinco partidos por disputar, el primer ascenso en su historia a la Football League Two. En el 2012 logró el ascenso a la Football League One. En la temporada 2024/25 volverá a jugar la League One después de ganar 2-0 al Crewe Alexandra en la final de la eliminatoria de ascenso.

## Historia

### 1896-2009
Fundado en 1896, el Crawley Town comenzó jugando en la Liga de West Sussex, donde permaneció durante cinco años antes de transferirse a la Liga de Mid-Sussex, ganándola en su segunda temporada. 
Se mantuvo en este nivel hasta que en 1951 entró a la Sussex County League, hasta que 5 años más tarde pasaron a la Metropolitan League, una competición para equipos profesionales y no profesionales. El Crawley solía ser un equipo no profesional, pero llegó a ganar la Metropolitan League en 1959.
El Crawley se volvió semiprofesional en 1962 y al año siguiente se unió a la Southern League First Division. En 1969 fueron ascendidos a la Premier División of the Southern League, pero la alegría fue efímera, porque fueron pronto relegados de nuevo a la Southern League First División, donde permanecieron hasta la temporada 1983-1984, cuando consiguieron el ascenso a la Premier División of the Southern League nuevamente.
El club ha ganado muchas Copas, tales como la Sussex Professional Cup en 1970, la Gilbert Rice Floodlight Cup dos veces, en 1980 y en 1984, la Southern Counties Combination Floodlight Cup en 1986 y la Sussex Senior Cup en 1990 y 1991. Ganaron, también, la Sussex Floodlight Cup tres años consecutivos desde 1991 hasta 1993, y nuevamente en 1998 y 1999.
A pesar de los éxitos en varias copas, la temporada más destaca fue la de 1991-1992, cuando por primera vez llegaron a la tercera ronda de la FA Cup. En esta, derrotaron al equipo de Tercera División Northampton Town FC en su casa, con una puntuación de 4 a 2 en la primera ronda.
En el 2004 los Red Devils firmaron su 20º temporada en la Premier División of the Southern League, acabando con el título del campeonato, ganándolo con 12 puntos de ventaja sobre su más cercano perseguidor. Ganaron el título a falta de cuatro partidos, con una victoria de 3 a 0 en Welling. El Crawley jugaría posteriormente en la Conference National, el nivel más alto del fútbol Non-League, por primera vez en su historia.
Acabaron en el puesto 12º en su primera temporada, un logro increíble para el club. El Crawley ganó la Sussex Senior Cup al derrotar al Ringmer FC en la final.
En 2005 el Grupo SA compró el club, lo que llevó a la salida de varios jugadores clave, incluyendo dos jugadores favoritos de los fans: Charlie MacDonald y el portero Andy Little, que fueron incapaces de renunciar a sus puestos de trabajo para dedicarse al fútbol a tiempo completo.
La temporada 2005-2006 no comenzó bien para el Crawley, ya que el club se encontraba en la antepenúltima posición en la liga, y fueron eliminados sorprendentemente de la FA Cup después de una derrota ante el Braintree Town FC. Francisco Viñas fue destituido y le sustituyó John Hollins y su asistente Alan Lewer. Las cosas se pusieron peor para el Crawley, y la baja asistencia a los partidos hizo caer los ingresos del club. Los propietarios se vieron obligados a recortar los salarios de los jugadores y del personal en un 50 % debido a la falta de fondos. Varios jugadores dejaron el club, entre ellos el capitán Ian Simpemba, Simón Wormull y Daryl Clara. Parecía seguro el descenso de Crawley; sin embargo, cinco victorias consecutivas entre marzo y abril produjeron que el club escalara a la posición 17º y el Crawley mantuvo su presencia en la liga.
El Crawley comenzó la temporada 2006-2007 ganando sus tres primeros partidos. Al mes siguiente, la calidad del equipo bajó, provocando que John Hollins y Lewer Alan perdieran su trabajo. La noticia no fue bien recibida entre los aficionados, ya que el dúo había ayudado a sacar al club de la parte baja de la tabla en la temporada pasada. Fueron reemplazados por los jugadores Ben Judge y David Woozley con la ayuda de Juan Yems, que había entrenado a equipos como el Fulham FC y el Millwall FC. La temporada comenzó bien para el trío, que cosechó 10 de 12 puntos posibles. El Crawley finalizó 18º en la liga y logró evitar el descenso después de conseguir el punto que necesitaba en la última jornada de la temporada.
Para el inicio de la temporada 2007-2008, un nuevo régimen se puso en marcha, que incluía a Víctor Marley como presidente del club y a Steve Evans como director técnico, y con Paul Raynor como asistente. El Crawley terminó la temporada en un respetable puesto 15°, y fue subcampeón en la Sussex Senior Cup a pesar de la situación financiera del club.
En abril de 2008 Prospect Estate Holdings Limited tomó el control del Crawley después de comprárselo al Grupo SA; los problemas financieros del club habían terminado, y el club podía pensar en construir de nuevo y empezar la temporada 2008-2009 en buenas condiciones. La temporada empezó bien para el Crawley, que se mantuvo en la parte superior de la tabla durante gran parte del inicio de la campaña exceptuando una mala racha, que no fue determinante pues el equipo se las arregló para permanecer en puestos de play-off por la mayor parte de la temporada. Sin embargo, 2009 empezó mal, ya que les quitaron cuatro puntos por usar a un jugador no registrado, llamado Isaías Rankin. El 26 de enero del 2009 el Crawley anunció que apelaría contra la decisión. La apelación fue escuchada y el 28 de febrero del 2009 la penalización se redujo a solo un punto. Crawley terminó la temporada en novena posición.
El Crawley empezó la temporada 2009-2010 con optimismo, y después de un largo período de tiempo esperando la estabilidad del club, se veía venir su temporada más exitosa en la Conference hasta la fecha, optando por un puesto de play-off. Habiendo conseguido solo 10 puntos en sus primeros ocho partidos, las cosas no empezaron bien para el Crawley. Consiguieron una impresionante victoria de 1 a 0 ante el Cambridge (como visitante), seguida de un 4 a 1 en casa ante el Gateshead. Se recuperó, y el 13 de febrero había conseguido 17 puntos de 21 posibles, para ponerlos de nuevo con la oportunidad de llegar a los play-offs. El Crawley terminó la temporada en séptima posición, la más alta conseguida por el club en la Conference National.

### 2010–actualidad
En una conferencia de prensa el 1 de julio de 2010, el copropietario Bruce Winfield dijo que todas las deudas del club se habían pagado. Dio a conocer que sus amigos y conocidos se convirtieron en accionistas pasivos del club y por tanto el club tenía «dinero en el banco». Le dijo al entrenador Steve Evans que armara un equipo capaz de entrar en la estructura de la Football League. El Crawley se convirtió en uno de los clubes más ricos en el fútbol non-league, con ingresos que valen más que la mayoría de los clubes, tanto en la League One como en la League Two. El 7 de diciembre del 2010 el Crawley le ganó a un gigante de la Football League One, el Swindon Town, por 3 a 2 en la 2.ª ronda de la FA Cup, llevándolos a la tercera ronda de la competición por segunda vez en su historia. Ganaron de manera emocionante en casa contra el equipo de la Championship, el Derby County. Este partido se jugó el 10 de enero de 2011, con goles de Craig McAllister en la primera mitad y Sergio Torres en el tiempo de descuento, haciendo que el Crawley consiguiera una victoria de 2 a 1, para disputar un partido 4ª ronda con el Torquay United. El 29 de enero del 2011 Crawley venció al Torquay United por 1 a 0 para llegar a los octavos de final de la FA Cup por primera vez en su historia. El único gol del partido fue anotado por Matt Tubbs después de 39 minutos. El Crawley falló dos penaltis en la segunda mitad y ambos equipos acabaron con un jugador expulsado, pero fue una victoria memorable. Esta fue la primera vez que un equipo non-league llegaba a la quinta ronda (octavos de final) desde el Kidderminster Harriers FC en la temporada 1993-1994. Después del sorteo, al Crawley le tocó como contrincante uno de los gigantes de la Premier League, el Manchester United, y jugar en Old Trafford, un partido muy cerrado, que vio al United ganar 1 a 0 gracias a un gol de Wes Brown. En abril de 2011 se aseguró el ascenso a la Football League por primera vez en su historia con una victoria fuera de casa de 0 a 3 sobre Tamworth FC. Ya en 2012, el Crawley ascendió a la Football League One.

## Estadio

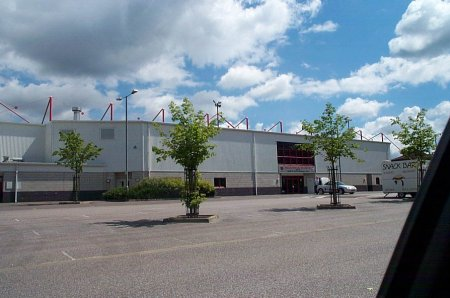
Broadfield Stadium

Crawley Town FC pasó 48 años en su ciudad natal Mead hasta que vendieron el terreno en 1997. El club se trasladó al Broadfield Stadium. El estadio tiene una capacidad de 4996 personas, y es propiedad de Crawley Borough Council. El partido de liga en casa contra el Weymouth en la temporada 2003-2004 fue histórico para el club debido a que Crawley ganó por 2 a 1 ante un público récord de 4522 personas.

## Jugadores

### Jugadores notables
Una lista de jugadores que jugaron a un alto nivel por al menos un año o que tienen más de 100 apariciones en el club.
| - Charlie MacDonald - Simon Wormull - Ernie Cooksey - David Woozley - Scott Rendell - Ben Abbey - Ben Hamer - Jimmy Smith - Scott Mean - Karl Broadhurst | - Craig Whitington - Steve Fletcher - Jay Tabb - Michael Bostwick - Jake Wright - Raphael Meade - Charles Ademeno - Paul Raynor - Ben Judge - Simon Rayner | - John Robinson - Tony Scully - Ian Simpemba - Paul Armstrong - Jon-Paul Pittman - Sacha Opinel - Magno Vieira - Guy Madjo - Thomas Pinault - Magnus Okuonghae |

## Entrenadores
- Tom Jarvie (1950s)
- Roy McCrohan (1965-1966)
- Stan Markham (1977-1980)
- John Maggs (1980-1991)
- Brian Sparrow (1991-1992)
- John Maggs (1992)
- Steve Wicks (1992)
- Dave Haining (1992-1993)
- Ted Shepherd (1993-1994)
- Tony Vessey (1994-1995)
- Colin Pates (1995-1996)
- Dave Haining (1996)
- Brian Sparrow (1996)
- John Maggs (1996-1997)
- Billy Smith (1996-1999)
- Cliff Cant (1999)
- Billy Smith (1999-2003)
- Francis Vines (2003-2005)
- Murray Jones (2005)
- Simon Wormull (2005)
- John Hollins (2005-2006)
- Ben Judge (2006-2007)
- David Woozley (2006-2007)
- Steve Evans (2007-2012)
- Craig Brewster (2012)
- Sean O'Driscoll (2012)
- Richie Barker (2012-2013)
- John Gregory (2013-2014)
- Dean Saunders (2014-?)
- Gabriele Cioffi (?-2019)[13]
- John Yems (2019-2020)

## Palmarés (primer equipo)
- Mid Sussex Senior League 1902-03
- Montgomery Cup 1925-26
- Sussex Intermediate Cup 1927-28
- Metropolitan League Challenge Cup 1958-59
- Highest Placed Amateurs Award 1961-62
- Sussex Professional Cup 1969-70
- Southern League Merit Cup 1970-71
- Gilbert Rice Floodlight Cup 1979-80, 1983–84
- Southern Counties Combination Floodlight League 1985-86
- Sussex Senior Cup 1989-90, 1990–91, 2002-2003 2004-05
- Sussex Floodlight Cup 1990-91, 1991–92, 1992–93, 1998–99
- Roy Hayden Trophy 1990-91, 1991–92
- William Hill Senior Cup 1992-93
- Southern League Cup Winners 2002-03, 2003–04
- Southern League Championship Trophy 2003-04, 2004–2005
- Southern League Champions 2003-04
- Football Conference Champions 2010-11